# آی‌بی‌ام گلوبال سرویسز
آی‌بی‌ام گلوبال سرویسز (به انگلیسی: IBM Global Services) شرکت فناوری اطلاعات آمریکایی است، که در زمینه ارائه خدمات برون‌سپاری، مشاوره اطلاعاتی، مشاور مدیریت و امنیت رایانه‌ای فعالیت می‌نماید.
شرکت آی‌بی‌ام گلوبال سرویسز در سال ۱۹۹۱ به‌عنوان شرکت تابعه‌ای از آی‌بی‌ام و با هدف ارائه خدمات فناوری اطلاعات به سایر شرکت‌ها راه‌اندازی شد و در حال حاضر بزرگترین شرکت مشاوره فناوری اطلاعات جهان به‌شمار می‌آید، همچنین در رتبه دوم از شرکت‌های ارائه‌دهنده خدمات برون‌سپاری، جای دارد. دفتر مرکزی این شرکت در شهر آرمونک، نیویورک قرار دارد و دارای ۳۰۰ دفتر خدماتی، در ۱۷۰ کشور جهان می‌باشد.